# Maroko na letnich igrzyskach olimpijskich
Maroko wystartował po raz pierwszy na letnich IO w 1960 roku na igrzyskach w Rzymie i od tamtej pory wystartował na wszystkich letnich igrzyskach (oprócz igrzysk w Moskwie w 1980 roku). Najwięcej medali (5) reprezentacja zdobyła na igrzyskach w Sydney w 2000 roku.

## Klasyfikacja medalowa
| Olimpiada           | Złoto | Srebro | Brąz | Razem |
| ------------------- | ----- | ------ | ---- | ----- |
| 1960 Rzym           | 0     | 1      | 0    | 1     |
| 1964 Tokio          | 0     | 0      | 0    | 0     |
| 1968 Meksyk         | 0     | 0      | 0    | 0     |
| 1972 Monachium      | 0     | 0      | 0    | 0     |
| 1976 Montreal       | 0     | 0      | 0    | 0     |
| 1984 Los Angeles    | 2     | 0      | 0    | 2     |
| 1988 Seul           | 1     | 0      | 2    | 3     |
| 1992 Barcelona      | 1     | 1      | 1    | 3     |
| 1966 Atlanta        | 0     | 0      | 2    | 2     |
| 2000 Sydney         | 0     | 1      | 4    | 5     |
| 2004 Ateny          | 2     | 1      | 0    | 3     |
| 2008 Pekin          | 0     | 1      | 1    | 2     |
| 2012 Londyn         | 0     | 0      | 1    | 1     |
| 2016 Rio de Janeiro | 0     | 0      | 1    | 1     |
| 2020 Tokio          | 1     | 0      | 0    | 1     |
| Razem               | 6     | 5      | 12   | 23    |

### Według dyscyplin
| Dyscyplina    | Złoto | Srebro | Brąz | Razem |
| ------------- | ----- | ------ | ---- | ----- |
| Lekkoatletyka | 7     | 5      | 8    | 20    |
| Boks          | -     | -      | 4    | 4     |
| Razem         | 7     | 5      | 12   | 24    |